# Alain Lebas
Alain Jean Jacques Lebas (Nevers, 10 de noviembre de 1953) es un deportista francés que compitió en piragüismo en la modalidad de aguas tranquilas.
Participó en dos Juegos Olímpicos de Verano en los años 1976 y 1980, obteniendo una medalla de plata en la edición de Moscú 1980 en la prueba de K1 1000 m. Ganó dos medallas en el Campeonato Mundial de Piragüismo en los años 1978 y 1979.

## Palmarés internacional
| Juegos Olímpicos   | Juegos Olímpicos      | Juegos Olímpicos  | Juegos Olímpicos |
| Año                | Lugar                 | Medalla           | Evento           |
| ------------------ | --------------------- | ----------------- | ---------------- |
| 1980               | Moscú (URSS)          | Medalla de plata  | K1 1000 m        |
| Campeonato Mundial |                       |                   |                  |
| Año                | Lugar                 | Medalla           | Evento           |
| 1978               | Belgrado (Yugoslavia) | Medalla de plata  | K2 10 000 m      |
| 1979               | Duisburgo (RFA)       | Medalla de bronce | K2 500 m         |